# J-WAVE LOUNGE
J-WAVE LOUNGE（ジェイ・ウェーブ・ラウンジ）は、J-WAVEで2005年10月から2006年9月まで毎週月曜-木曜の27:00-29:00（火曜-金曜3:00-5:00）に放送されていたラジオ番組。
内容は開局から2002年まで放送された、Still Lifeを彷彿とさせるような内容で、海外4都市の現地在住のDJによる選曲による音楽を多くかける番組である。火曜を除きトークはほとんどない。
番組は火・水曜を除き、アンドレア・ポンピリオによるオープニングから始まり、その後約2時間にわたり曜日別の内容が続く。
2006年10月以降は、木曜に放送されていた「WORLDWIDE」のみ、「WORLDWIDE 60」として土曜深夜28:00-29:00（日曜早朝4:00-5:00）に移行して継続放送された。

## 曜日別の内容

### 月曜：from Frankfurt "Compost Radio Show"
- 担当はドイツの著名DJであるマイケル・ルッテン。

### 火曜：from New York "Loisaida, 3A.M."
- 担当はオルケスタ・デ・ラ・ルスのリーダーとしても知られるカルロス菅野。
- "Loisaida"とは、ニューヨークの一地区"Lower Eastside"を意味する。
- 主な内容は、いわゆるラテン曲、ジャズ系を中心にした音楽の紹介、ゲストを招いてのジャムセッションなど。J-WAVE LOUNGEの中では比較的トークの多い番組になっている。

### 水曜：from Paris "Club de Lustres"
- 進行担当はVieVie。「パリ発・音のシャワー」をコンセプトに放送。パリ現地のDJによる選曲で放送。

### 木曜：from London "WORLDWIDE"
- 担当はイギリスBBCRadio 1のDJ、ジャイルス・ピーターソン。
- Radio 1でピーターソンが放送している番組（通称「World Wide」）をほぼノーカットで放送。以前土曜の深夜に放送されていたWORLDWIDE 60（J-WAVEで60分に編集したもの）が、J-WAVE LOUNGE開始に伴い移動したもの。